# 이소응 (대한제국)
이소응(李昭應, 1852년 음력 8월 7일 ~ 1930년 음력 3월 25일)은 조선 후기와 대한제국 시대의 유생·의병장이다. 본관은 전주, 휘는 소응(昭應), 자는 경기(敬器), 호는 습재(習齋) 또는 사정거사(思靖居士), 이명(異名)은 직신(直愼)이다. 제14대 선조의 9남 경창군 이주의 9대손인 그는, 이유영(李惟英)의 증손이며, 이연(李淵)의 손자이다. 아버지는 문포공(文浦公) 이도재(李道栽)이며, 어머니는 고령 신씨(高靈 申氏) 부인이다.

## 생애
이소응은 1852년 음력 8월 7일 춘천부 남산 외이작면에서 탄생하였다. 1895년 을미사변이 일어나고 단발령이 내려져 전국에서 의병항쟁이 일어나자, 1896년 1월 춘천부에 집결한 지방 유생 유중락(柳重洛)·이만응(李晩應) 등과 농민 1,000여 명에 의해 의병대장으로 추대되었다.
그는 위정척사(衛正斥邪)의 대의 아래 일본을 오랑캐 왜노(倭奴)로 규정하는 등 의병의 명분을 뚜렷이 하는 한편, 전국에 격문을 보내 함께 거사할 것을 촉구하였다. 이때 정부에서 춘천부 관찰사 겸 선유사(宣諭使)로 개화파 관료인 조인승(曺寅承)을 임명하여 파견하자 그를 친일파라 하여 참형(斬刑)하였다. 이어 남한산성의 경기의병과 연합하여 서울을 공격하기로 계획하였으나 관군의 공세로 전력이 약화되자 지평군수 맹영재(孟英在)를 찾아가 협조를 요청하였지만 뜻을 이루지 못하였다. 그 후 제천 유인석(柳麟錫) 의진에 들어가 활동하다 만주로 망명하였으며, 춘천 의진은 종형제 이진응(李晋應)과 이경응(李景應)이 지휘하였다.
1930년 음력 3월 25일 향년 79세로 별세하였다. 저서로는 춘천의 의병운동과 유인석 의진의 활동상황을 기록한 《습재연보》, 《습재선생문집》 등이 있다. 1962년 건국훈장 독립장이 추서되었다.

## 가계
- 증조부 : 이유영(李惟英)
  - 조부 : 이연(李淵)
    - 아버지 : 이도재(李道栽)
    - 어머니 : 고령 신씨(高靈申氏)